# BLU-43 Dragontooth

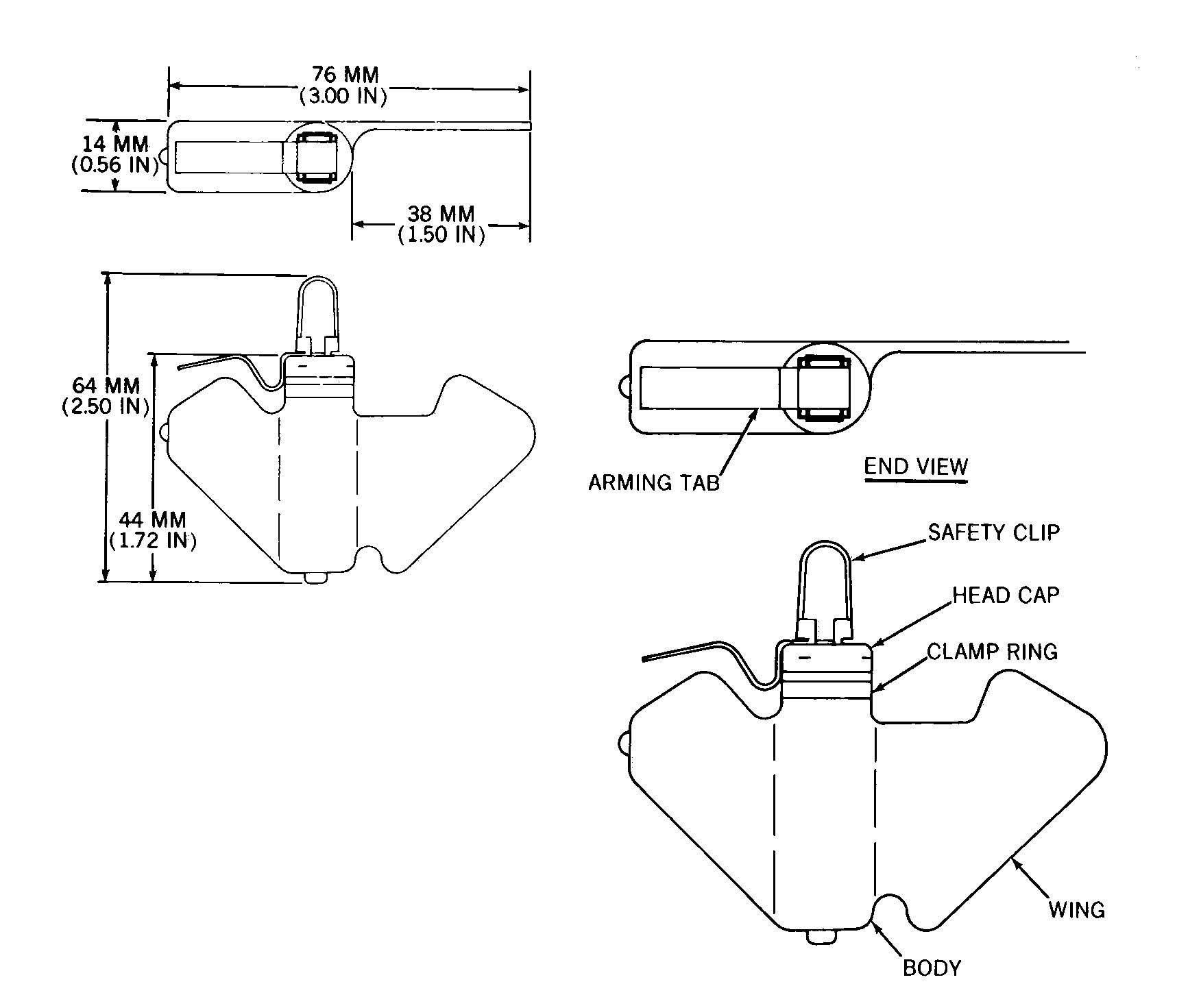
Схема BLU-43/B: зовнішній вигляд

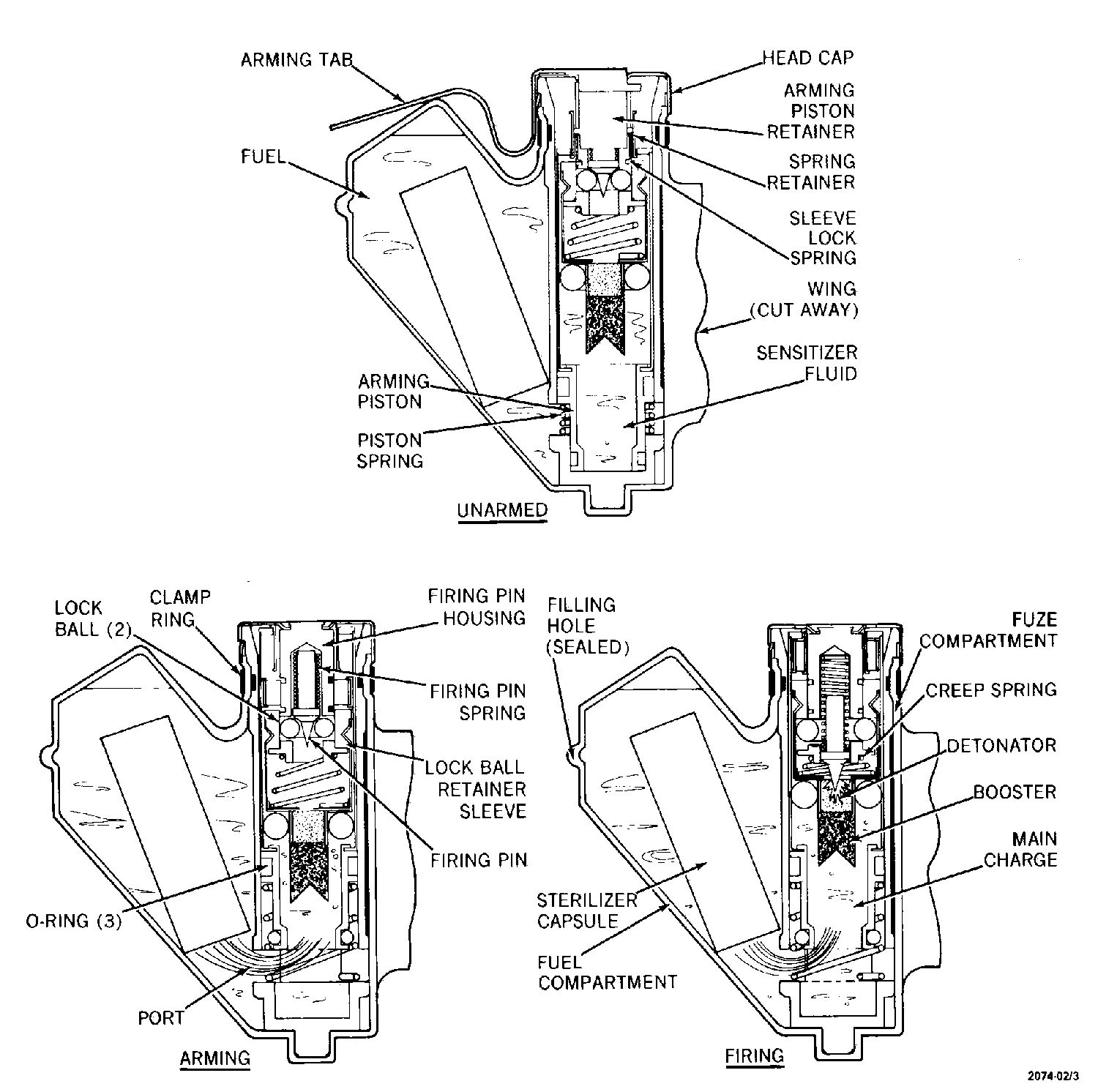
Схема BLU-43/B: внутрішній вигляд

BLU-43/B, кодова назва Dragontooth («зуб дракона») — американська протипіхотна міна натискної дії з хімічним механізмом деактивації. Призначена для поранення ступні при наступі міну. Здобула прізвисько toe popper («відривник пальців ніг»). Варіанти BLU-44/B та BLU-44A/B відрізнялися від BLU-43/B лише механізмом деактивації. Хоча міна не була офіційно прийнята на озброєння, вона широко застосовувалася у війні у В'єтнамі і була основним типом американської міни для повітряного мінування.
Несиметричний крилатий корпус дозволяв мінам планувати на землю без парашута.
Міни BLU-43, що залишилися з часів війни, привертають увагу дітей через свою незвичайну форму, що призводить до смертельних наслідків.

## ТТХ
| Корпус                 | пластиковий                                  |
| Колір забарвлення      | зелений, коричневий, бежевий або камуфляжний |
| Вибухова речовина      | нітрометан / нітроетан                       |
| Довжина                | 7,6 см                                       |
| Ширина                 | 4,4 см                                       |
| Товщина                | 1,4 см                                       |
| Кількість мін у касеті | 120 шт                                       |